# Guerra civil venezolana de 1848-1849
La guerra civil de 1848-1849 fue un conflicto armado en Venezuela que enfrentó a los conservadores dirigidos por José Antonio Páez contra el recién instaurado gobierno liberal de José Tadeo Monagas.

## Antecedentes
Los antecedentes del conflicto se remontan a la Insurrección campesina de Venezuela de 1846, luego de ser derrotado este movimiento popular dirigido por el Partido Liberal, José Tadeo Monagas es elegido como candidato presidencial por el partido conservador como figura que pueda lograr la reconciliación entre ambos bandos.
José Tadeo Monagas triunfa en las elecciones presidenciales de Venezuela de 1846 y asume la presidencia de la república. José Antonio Páez y los conservadores intentan controlarlo pero este pronto se distancia de los conservadores y se acerca a los liberales. El congreso (dominado por el partido conservador) intenta enjuiciar a Monagas bajo cargos de violación constitucional pero esta tentativa fracasa tras ser asaltado el congreso por una muchedumbre liberal y acallado.
Se corría la voz del pronunciamiento, desconociéndose al Gobierno en las provincias de Margarita, Cumaná, Guayana, Apure, Maracaibo, Coro, Trujillo y Mérida. Inmediatamente el presidente autorizó a los gobernadores de todas las provincias para que gestionaran por sí mismos empréstitos hasta por la suma de 30.000 pesos para mantener su lealtad.

## Conflicto
José Antonio Páez se alza en armas el 1 de febrero de 1848 en Calabozo, con una proclama donde se designa jefe de operaciones de los ejércitos para reinstaurar el orden constitucional, seguidamente se traslada al Apure en donde toma San Fernando de Apure. 
Desde el 30 de enero el gobierno nacional había decretado el permanente servicio militar obligatorio por lo que la milicia nacional había aumentado a 10.000 hombres ante unos 750 de Páez. José Tadeo Monagas destaca contra él al general Santiago Mariño quien envía una columna contra Páez, el cual es derrotado el 10 de marzo en la Batalla de Los Araguatos por José Cornelio Muñoz, tras lo cual Páez sale del país.
Carlos Soublette fue perseguido por el gobierno por lo que se exilio en Colombia. José María Zamora, Judas Tadeo Piñango, Agustín Codazzi entre otros decidieron quedarse en el país a luchar,José María Zamora se terminó acogiendo a un indulto presidencial, mientras Piñango fue asesinado en Taratara. Ezequiel Zamora combate a José Escolástico Andrade en Quisiro. Mariano Montilla y Juan Crisóstomo Falcón también combaten a favor del gobierno.

## Bloqueo naval a Maracaibo
El 17 de agosto de 1848 se presentan ante Carúpano las goletas “Constitución” y “Restauración”, al mando del Capitán de Navío José Celis y leales a la rebelión conservadora de José Antonio Páez. Tras atacar infructuosamente la plaza, las dos goletas conservadoras se  retiran, y navegan luego a Maracaibo, donde comienza a concentrarse una escuadrilla rebelde. Sabiendo esto, el Gobierno ordena la concentración de fuerzas navales en La Guaira, con el fin de organizar una expedición naval contra las fuerzas conservadoras que se concentran en Maracaibo.
En octubre de 1848, se procede a la organización de la Escuadra Nacional en Puerto Cabello, con el objeto de hacer frente a los revolucionarios. Zarpan entonces a Capan (Edo. Falcón), donde se culmina el apresto de las embarcaciones. El general José Tadeo Monagas designó al General Justo Briceño Otálora como Jefe de Operaciones de Mar y Tierra para las acciones a seguir en Maracaibo. 
La escuadra del Gobierno constaba de dos divisiones, una al mando del Coronel José María García y la otra al mando del Teniente Antonio Gregorio Lion, y en total contaba con los bergantines “Manzanares” “Congreso” y “Presidente”, los bergantines-goleta “Ávila” y “Diana”, las goletas “Independencia”, “Estrella”, “Forzosa”, “Fama”, “Democracia”, “Eclipse”, “Intrépida” y “Boliviana”, y el vapor de guerra “Libertador”. 
El 6 de octubre zarparon hacia la entrada del Lago de Maracaibo, al día siguiente reconocieron la barra y el 8 procedieron a remontarla. Seis buques revolucionarios trataron de cortarles el paso, pero fueron dispersados y se refugiaron bajo el fuego del Castillo de San Carlos de la Barra. Ocupada la Barra de Maracaibo, las fuerzas navales del Gobierno exigieron la rendición de los revolucionarios, y éstos solicitaron un plazo de 48 horas, que utilizaron para aprestarse a luchar. 
En la madrugada del 13 de octubre los conservadores atacaron con 17 buques a las fuerzas constitucionales, pero fueron derrotadas tras dos horas de fiero combate, en las que llegaron a perder tres buques, teniendo que dispersarse al final. Ezequiel Zamora llega para apoyar a Carlo Castelli quien sitiaba la ciudad.
Tras este combate, los  revolucionarios se reconcentraron en la desembocadura del río Zulia el 23 de diciembre, donde se les unieron fuerzas de tierra procedentes del Castillo San Carlos, protegiéndose con los buques que aún quedaban, entre ellos el vapor “General Jackson”, armado con un cañón de 24 libras, otros de 8 y otro de 4. El General Justo Briceño Otálora atacó a los rebeldes en esta posición el 31 de diciembre, derrotándolos contundentemente, y capturando el vapor, siete faluchos y 30  piraguas. Tras este combate, la Escuadra Nacional pasó a tener los vapores “Libertador”, “Tritón” y “General Jackson”, además de la goleta “Intrépida”.

## Desenlace
Mientras tanto los combates se concentran en el occidente del país, en Coro y Zulia. El 21 de junio de 1848 un grupo comandado por Lorenzo Belisario ataca la guardia presidencial en la casa del presidente José Tadeo Monagas, en la contienda resultó herido Belisario al pisarlo su propio caballo, lo que hizo creer a sus compañeros que había muerto, por lo cual huyeron en retirada. José Antonio Páez invade desde La Vela de Coro el 2 de julio de 1849 y penetra hasta Cojedes con el apoyo de León de Febres Cordero y su hijo Ramón Páez.
Santiago Mariño y José Gregorio Monagas cerca a las fuerzas de Páez. Juan Antonio Sotillo derrota a Lorenzo Belisario y Nicasio Belisario  en el paso del Manapire el 17 de julio, hace decapitar sus cuerpos y le envia las cabezas al presidente José Tadeo Monagas. Tal escena dantesca fue denunciada por Juan Vicente González en su folleto Venezuela y los Monagas. Sotillo también derrota a Felipe Macero y la retaguardia de José Antonio Páez es atacada en la Batalla de Casupo por lo que es forzado a capitular en Macapo ante el general José Laurencio Silva. En violación a la capitulación Páez y su hombres son arrestados por Joaquín Herrera.
Con la captura del principal líder de la rebelión conservadora el movimiento pierde fuerzas y termina casi en su totalidad con la toma de Maracaibo por las tropas liberales. Los derrotados solicitaron sin éxito una intervención extranjera. Con la derrota de la reacción conservadora se consolida la Primera Autocracia Liberal que duraría hasta la Revolución de Marzo.

## Biobiografia
- Dixon, Jeffrey S. & Meredith Reid Sarkees (2015). A Guide to Intra-state Wars: An Examination of Civil, Regional, and Intercommunal Wars, 1816–2014. CQ Press.

- Domingo Irwin G. & Ingrid Micett (2008). Caudillos, Militares y Poder: Una Historia Del Pretorianismo en Venezuela. Caracas: Universidad Católica Andrés Bello.

- Datos: Q2882649